# Nicolas Vallar
Nicolas Vallar (ur. 15 maja 1989 w Papeete) – piłkarz z Tahiti grający na pozycji środkowego obrońcy. Od 2009 roku jest zawodnikiem klubu AS Dragon.

## Kariera klubowa
Karierę piłkarską Vallar rozpoczął w klubie Montpellier HSC. W latach 2001–2003 występował w rezerwach tego klubu. W 2003 roku odszedł do FC Sète, grającym w trzeciej lidze francuskiej. W sezonie 2004/2005 awansował z FC Sète do drugiej ligi.
W sezonie 2006/2007 Vallar grał w Portugalii, w FC Penafiel. W 2008 roku był zawodnikiem AS Excelsior z Reunionu, a w sezonie 2008/2009 – francuskiego FC Montceau.
W 2009 roku Vallar wrócił na Tahiti i został zawodnikiem klubu AS Dragon, w którym zadebiutował w pierwszej lidze Tahiti. W sezonie 2011/2012 wywalczył z Dragonem mistrzostwo Tahiti.

## Kariera reprezentacyjna
W reprezentacji Tahiti Vallar zadebiutował 1 czerwca 2012 roku w wygranym 10:1 meczu Pucharu Narodów Oceanii 2012 z Samoa. Tahiti ten turniej wygrało po raz pierwszy w historii, a Vallar strzelił na nim 2 gole. Za swoją postawę został nagrodzony Złotą Piłką dla najlepszego zawodnika turnieju.